# モナコの国章
モナコの国章（モナコのこくしょう）は、大公家であるグリマルディ家の紋章を1886年以降、そのまま国章として共用している。

## 構成
- 中央のフランス式エスカッシャン（盾）には赤と銀（白）のフュージル（fusil：縦長の菱形）が敷き詰められている。国旗の色でもある赤と白はグリマルディ家の男子が馬上試合などで身に着ける家の色である。17世紀以降、赤と白の菱型を敷き詰めた旗は国旗の代用にも使われた。
- 盾を囲む装飾は、モナコ大公から、モナコと大公家に献身した者を対象に授与される、モナコの最高勲章である聖シャルル勲章を模している。
- サポーター（盾の左右に配置されるもの）は剣を掲げたフランシスコ会の修道僧である。これは、グリマルディ家の始祖であるフランソワ・グリマルディが1297年1月8日にフランシスコ会の修道士に変装した兵団を引き連れ、皇帝派に占拠されていたモナコに侵入した故事にちなんでいる。
- モットーは"Deo Juvante" （「我、神のご加護と共にあらん」）。
- 大公の冠に結びつけられたマントは表が赤、裏はアーミン（シロテン）の毛皮である。